# La Piste du sud
Pour plus de détails, voir Fiche technique et Distribution.
La Piste du sud est un film français réalisé par Pierre Billon, sorti en 1938.

## Fiche technique
- Titre : La Piste du sud
- Réalisation : Pierre Billon, assisté de Rodolphe Marcilly
- Scénario : Oscar-Paul Gilbert adapté de son roman[1]
- Photographie : Christian Matras
- Musique : Henri Verdun
- Directeur de production : Christian Stengel
- Société de production : Tobis Film
- Pays de production :  France
- Format : Noir et blanc - Mono - 35 mm
- Genre : Aventure
- Durée : 98 minutes
- Date de sortie : France - 7 septembre 1938

## Distribution
- Ketti Gallian : Hélène Marchand
- Albert Préjean : Le lieutenant Naud
- Pierre Renoir : Stolberg
- Jean-Louis Barrault : Olcott
- René Lefèvre : L'instituteur Saillant
- Jacques Baumer : Gomez
- Arthur Devère : Gingembre
- André Fouché : Le sous-lieutenant Beaumont
- Jean Brochard : L'adjudant Soulier
- Geymond Vital : Braun
- Jean Témerson : Chailloux
- Charles Lemontier : Le sergent Horn
- Marcel Melrac : Doholu
- Takal : Ali

Acteurs non crédités :
- Jany Holt
- Rodolphe Marcilly